# Willi Balles
Willi Balles (* 6. März 1909 in Sehl; † 29. März 2000 in Cochem) war ein deutscher Sportler.

## Leben und Karriere
Der in Sehl bei Cochem geborene Willi Balles erbrachte in den Jahren 1925 bis 1935 bemerkenswerte sportliche Leistungen als Langstreckenläufer. In diesem Zeitraum wurde er jeweils Gaumeister in der Mittelstrecke über 1500 Meter und in der Langstrecke über 3000 und 5000 Meter. In den Jahren 1931 bis 1935 erlief er sich den 1. Platz der Bezirksmeisterschaften Mittelrhein über die Distanz von 5000 Metern. Beachtlich war es auch, dass er 1932 die fünftschnellste Zeit über 5000 Meter in Deutschland lief. Hierfür wurde er mit den Goldnadeln des Deutschen Leichtathletik-Verbandes ausgezeichnet. Zuletzt konnte er noch im Jahre 1953 die Kreismeisterschaften über 1000 Meter gewinnen. 
Als ein besonderes Erlebnis bezeichnete er seinen ersten Lauf auf einer Aschenbahn beim nationalen Sportfest in Koblenz, bei dem er den 3000-Meter-Lauf gewann. Bis ins hohe Alter war Willi Balles noch rüstig. Erst hielt er über Jahre engagiert Wanderwege in der Umgebung der Stadt frei, später setzte er sich dann persönlich für die Verschönerung und Erhaltung der Cochemer Altstadt speziell im Bereich des Balduinstors ein.

## Titel und Siege
- Gaumeister über 1500, 3000 und 5000 Meter (Zeitraum 1925–1935)
- Sieger der Bezirksmeisterschaft Mittelrhein im 5000-Meter-Lauf (1931 bis 1935)
- Jeweils 1. Platz bei den Oranien-Kampfsportfesten in Diez im 3000-Meter-Lauf (1932 bis 1934)
- Hunsrückmeister über 800 und 3000 Meter in den Jahren 1933 und 1934 (in Kastellaun bzw. Kirchberg)

## Auszeichnungen
- Goldnadeln des Deutschen Leichtathletik-Verbandes

## Vereine
- Sportverein 2000 Sehl (Mosel) Zeitraum 1920er-1930er Jahre
- Turnverein Eintracht 1862 Cochem e. V.

## Nachrichten
- Willi Balles wird 82, Nachrichten der Stadtverwaltung Cochem